# José Pedro Galvão de Sousa
José Pedro Galvão de Sousa (San Paolo, 6 gennaio 1912 – 31 maggio 1992) è stato un filosofo e giurista brasiliano.

## Biografia
José Pedro Galvão de Sousa fu un filosofo del diritto e professore universitario brasiliano. Fondò la Facoltà Paulista di Diritto, che più tardi fu incorporata alla Pontificia Università di San Paolo, di cui fu vicerettore.
Fu professore di teoria generale dello Stato e di storia del diritto internazionale. Tenne lezioni alla Pontificia Università Cattolica di Campinas, alla facoltà di filosofia e lettere di San Bento, alla facoltà di diritto dell'Università di San Paolo e alla facoltà di comunicazioni sociali "Casper Líbero" di cui fu preside, alla facoltà di diritto della Università Statale Paulista e alla facoltà di diritto di San Bernardo di Campo.
Fu "visiting professor" di filosofia politica alla "Faculté Libre de Philosophie Comparée" di Parigi. Fondò il "Centro di Studi di Diritto Naturale", che porta il suo nome.
Fu fondatore e co-direttore della rivista Reconquista (San Paolo), stampata in portoghese e spagnolo, tra il 1950 e il 1952. La rivista difendeva il nucleo di pensiero tradizionalista ibero-americano, una concezione organica della società.
Fu co-direttore della rivista portoghese Scientia Iuridica.
Era membro dell'Accademia Paulista del Diritto, dell'Istituto degli Avvocati, dell'Istituto del Diritto Sociale, dell'Istituto Storico e Geografico di San Paolo, della Società di Lingua Portoghese, della Accademia Brasiliana di Scienze Morali e Politiche e della Reale Accademia di Giurisprudenza e Legislazione di Madrid, come accademico onorario.
Una sua importante opera è il Dizionario di politica, pubblicato postumo nel 1998 dagli altri due coautori, Clóvis Lema Garcia e José Fraga Teixeira de Carvalho.

## Opere
- O positivismo jurídico e o direito natural
- Política e Teoria do Estado
- Perspectivas históricas e sociológicas do direito brasileiro
- Introdução à história do direito político brasileiro
- Socialismo e corporativismo em face da Encíclica "Mater et Magistra"
- Raízes históricas da crise política brasileira
- Capitalismo, socialismo e comunismo
- A historicidade do direito e a elaboração legislativa
- Da representação política ("Sulla rappresentanza della società politica" (in italiano: vedi alla voce Opere tradotte))
- A constituição e os valores da nacionalidade
- O totalitarismo nas orígens da moderna Teoria do Estado (um estudo sobre o "Defensor Pacis" de Marsílio de Pádua)
- O Estado tecnocrático
- Iniciação à Teoria do Estado
- Verfassungsrechtsentwicklung in Brasilien
- Remarques su l'idée de constitution et la sigfication sociologique du droit constitutionnel
- Direito Natural, Direito Positivo e Estado de Direito
- Dicionário de Política (José Pedro Galvão de Sousa, Clóvis Lema Garcia e José Fraga Teixeira de Carvalho)
- Para Conhecer e Viver as Verdades da Fé

## Opere tradotte - Collegamenti esterni
- L'idea di rappresentanza nel diritto, in Cristianità n. 204/1992
- La rappresentanza della società politica/1, in Cristianità n. 205-206/1992, su alleanzacattolica.org.
- La rappresentanza della società politica/2, in Cristianità n. 207-208/1992, su alleanzacattolica.org.
- La rappresentanza politica nello Stato dei partiti e nella società di massa, in Cristianità n. 209-210/1992, su alleanzacattolica.org.
- Autorità e rappresentanza, in Cristianità n. 211/1992, su alleanzacattolica.org.
- La rappresentanza come valore simbolico che manifesta un ordine trascendente, in Cristianità n. 212/1992, su alleanzacattolica.org.
- Origine e significato delle istituzioni rappresentative, in Cristianità n. 213-214/1993, su alleanzacattolica.org.
- José Pedro Galvão de Sousa, La rappresentanza politica (Edizioni Scientifiche Italiane, 2009), su ibs.it.